# Герард Кремонский
Герард Кремонский (Герард из Кремоны; лат. Gerhardus Cremonensis (Carmonensis), итал. Gherardo Cremonese, фр. Gérard de Crémone; 1114, Кремона — 1187, Толедо) — средневековый учёный итальянского происхождения; итальянский математик, астролог, философ и врач. Один из крупнейших переводчиков Средневековья, представитель Толедской школы, названной так по городу, в котором он работал.

## Второй Герард Кремонский (XIII век)
По мнению британского языковеда и писателя Николаса Остлера, некоторые труды, приписываемые Герарду Кремонскому, жившему в XII веке, на самом деле принадлежат тезоименному учёному и переводчику XIII века. Более поздний Герард был более сосредоточен на переводах медицинских (а не астрономических) текстов, в частности ему принадлежат переводы Авиценны, предположительно сделанные по заказу императора Священной Римской империи Фридриха II. Среди трудов, приписываемых ныне «второму Герарду», числятся:
- Theoria или Theorica planetarum[7]

- Канон врачебной науки Ибн Сины (Авиценны) — перевод в нескольких изводах, основа многочисленных последующих латиноязычных редакций этого всемирно известного труда;
- Медицинская книга, посвящённая Мансуру Ар-Рази — перевод.

## Биография
Герард Кремонский перевёл с арабского на латынь 71 книгу. Им переведены на латынь «Альмагест» Птолемея (1175 г. , напечатан в 1515 г.), книга Архимеда «Об измерении круга», «Сферика» Феодосия, работа ал-Кинди по оптике, сочинение Диокла «О зажигательных стёклах», «Книга о рычажных весах» Сабита ибн Корры, «Канон врачебной науки» Ибн Сины, медицинские трактаты Гиппократа и Галена, ряд сочинений Аристотеля и комментарии к ним, составленные Александром Афродисийским и ал-Фараби.
Герарду Кремонскому принадлежит один из средневековых переводов «Начал» Евклида. Этот перевод долгое время считался утерянным и был обнаружен только в 1900—1904 году, когда А. Бьёрнбо нашёл три полные рукописи и ряд отрывков из него. Герард даёт точный перевод арабского текста Евклида, принадлежащего Сабиту ибн Корре, на которого сделаны многочисленные ссылки. Герард добавил также ряд замечаний и привёл дополнительно доказательства, которые, по его словам, имеются в других арабских версиях «Начал».
Герард Кремонский также познакомил европейцев с «Астрономией» Гебера, сочинениями Альгазена, Машаллаха, ар-Рази, ал-Фараби ал-Фаргани, Галена, Аристотеля и др.
Герард Кремонский выступал с защитой естественных наук от теологической оппозиции.
Кроме того, Герард способствовал популяризации астрологии в Западной Европе. В частности, он перевёл некоторые арабские астрологические рукописи, а также познакомил европейцев с геомантией.
Ему принадлежит и ряд оригинальных сочинений (в том числе «Книга астрономической геомантии»).